# Next Manga Award
Il Next Manga Award (次にくるマンガ大賞?, Tsugi ni kuru manga taishō, lett. "Il prossimo premio manga") è un premio annuale per i manga, presentato dalla rivista Da Vinci della Kadokawa Corporation e dal sito di streaming Niconico. È diviso in due categorie: una per i manga stampati e una per i manga online.

## Panoramica
Il premio è stato originariamente istituito il 6 ottobre 2014, come collaborazione tra la rivista Da Vinci della Kadokawa Corporation e il suo sito di streaming Niconico. Il premio è diviso in due categorie, la prima per i manga che sono stati pubblicati su riviste cartacee e la seconda per le serie pubblicate online. Affinché una serie sia idonea, deve essere attualmente in fase di serializzazione e non avere più di cinque volumi pubblicati o aver iniziato la serializzazione dopo il 1 gennaio. La decisione finale viene presa facendo votare i fan. Fino al 2021 il voto era limitato al Giappone, tuttavia nel 2021 è stato lanciato un sito web in inglese per permettere a tutti di votare.

## Vincitori
| Anno | Serie stampate                                                     | Serie online                                            | Note          |
| ---- | ------------------------------------------------------------------ | ------------------------------------------------------- | ------------- |
| 2015 | My Hero Academia di Kōhei Horikoshi                                | Wotakoi: Love is Hard for Otaku di Fujita               | [ 3 ] [ 4 ]   |
| 2016 | Sesuji o pin! to: shikakō kyōgi dance-bu e yōkoso di Takuma Yokota | Tomo-chan Is a Girl! di Fumita Yanagida                 | [ 5 ] [ 6 ]   |
| 2017 | Kaguya-sama: Love is War di Aka Akasaka                            | Uramichi onii-san di Gaku Kuze                          | [ 7 ]         |
| 2018 | Nella prossima vita non voglio conoscerti di Asuka Konishi         | Senpai ga uzai kōhai no hanashi di Shiro Manta          | [ 8 ]         |
| 2019 | I diari della speziale di Itsuki Nanao, Natsu Hyūga e Nekokurage   | Spy × Family di Tatsuya Endo                            | [ 9 ]         |
| 2020 | Undead Unluck di Yoshifumi Tozuka                                  | The Dangers in My Heart di Norio Sakurai                | [ 10 ] [ 11 ] |
| 2021 | Oshi no ko - My Star di Aka Akasaka e Mengo Yokoyari               | Kaiju No. 8 di Naoya Matsumoto                          | [ 12 ]        |
| 2022 | Medalist di Tsurumaikada                                           | Smoking Behind the Supermarket with You di Jinushi      | [ 13 ]        |
| 2023 | Seitokai ni mo ana wa aru! di Muchimaro                            | La persona che mi piace non è un ragazzo di Sumiko Arai | [ 14 ]        |
| 2024 | Kagurabachi di Takeru Hokazono                                     | Futsū no keionbu di Kuwahali e Ideuchi Tetsuo           | [ 15 ]        |